# Armoriale dei comuni del cantone LUX 11 - Vianden
Questa pagina contiene le armi (stemma e blasonatura) dei comuni del Cantone di Vianden.
| Stemma | Nome del comune e blasonatura |
| ------ | --- |
|        | Putscheid (inquartato di rosso, allo scudetto d'argento, e d'azzurro, alla croce ricrociata e fitta d'oro; alla croce d'oro attraversante sulla partizione, caricata da una croce ancorata di rosso) |
|        | Tandel (d'argento, alla torre di rosso chiusa del campo; alla bordura di rosso caricata da tre merlotti d'argento nei due cantoni del capo e in punta)                                               |
|        | Vianden (di rosso, alla fascia d'argento) |